# تهوية المياه

## تهوية المياه
هي عملية تهدف إلى زيادة تشبع الأكسجين في الماء وهذا أيضا يساعد في إنتاج الحمأة النشطة والتي يمكن استخدامها كأسمدة.

### هدف التهوية
كثيرا ما تكون تهوية المياه مطلوبة في المسطحات المائية التي تعاني من ظروف نقص الأكسجين
والتي عادة ما تكون ناجمة عن أنشطة بشرية مجاورة مثل تصريف مياه المجاري أو الجريان الزراعي أو الافراط في الطعم داخل بحيرة صيد ما.
ويمكن تحقيق التهوية من خلال ضخ الهواء في الجزء السفلي من البحيرة أو البركة أو عن طريق تحريض السطح من نافورة أو جهاز شبيه بالرش
للسماح بتبادل الاكسجين على السطح واطلاق الغازات الضارة مثل ثاني اكسيد الكربون أو الميثان أو كبريتيد الهيدروجين.
- حجم الاكسجين المذاب هو المساهم الرئيسي في نوعية المياه.
- احتياج الاكسجين لا يقتصر فقط على الاسماك وغيرها من الحيوانات المائية وانما تحتاج البكتيريا الهوائية ذات العدد الهائل إلى الاكسجين لتحليل المواد العضوية.

عندما يصبح تركيز الاكسجين المذاب في الماء منخفض يمكن ان تقل قدرة المياه على دعم الحياة للكائنات البحرية.

### طرق التهوية
يمكن اعتبار أي إجراء يتم من خلاله إضافة الاكسجين إلى الماء نوع من أنواع تهوية المياه وهناك مجموعة متنوعة من الطرق لتهوية المياه ويندرج
هذا في نوعين رئيسيين من التهوية هما:
- التهوية السطحية
- التهوية العميقة

### التهوية الطبيعية
هي مزيج من التهوية السطحية والتهوية العميقة ويمكن ان يحدث ذلك من خلال النباتات المائية السطحية من خلال عملية التمثيل الضوئي حيث تطلق
هذه النباتات الاكسجين في الماء الذي تستفيد منه الاسماك للعيش والبكتيريا الهوائية لتحليل العناصر الغائية الزائدة
يمكن ان تقوم الرياح بعملية دفع للمياه السطحية وتحريكها وتهويتها ويمكن ان تحدث حركة المياه عن طريق التيارات الواردة أو الشلالات أو حتى
الفيضانات القوية.

### التهوية السطحية
يمكن استخدام مضخة تقوم بضخ المياه من الاقدام الأولى من الماء وتطردها في الهواء 
هذه العملية تستخدم اتصال الهواء مع الماء لنقل الاكسجين كما انه عند دفع الماء في الهواء فإنه يقتحم قطرات صغيرة فيدخل الاكسجين
خلال الفراغات الصغيرة داخل القطرات وعند العودة تختلط هذه القطرات مع بقية المياه وبالتالي ينتقل الاكسجين إلى بقية النظام المائي.

### التهوية العميقة
تهدف التهوية العميقة إلى اطلاق فقاعات في الجزء السفلي من المسطح المائي والسماح لهذه الفقاعات بالارتفاع بقوة فيحدث خلط بين المياه العميقة الفقيرة بالاكسجين والمياه السطحية
تبادل الاكسجين واشباع الماء به.

#### * المراجع
1. Withgott, Jay and Brennan, Scott (2005) Environment: The Science Behind the Stories, Benjamin Cummings, San Francisco, CA, p. 426, ISBN 0-8053-4427-6.
2. ^ Jump up to:a b c d e f g Tucker, Craig. Pond Aeration SRAC Factsheet 3007. srac.tamu.edu
3. ^ Jump up to:a b c Bolles, Steven A. "Modeling Wastewater Aeration Systems to Discover Energy Savings Opportunities." Process Energy Services, LLC.
4. Jump up^